# Chevron
För andra betydelser, se Chevron (olika betydelser).
Chevron Corporation (fram till 1984 Standard oil of California förkortat Socal) är ett av världens största energibolag och är verksamt i fler än 180 länder. 
Chevron är ett av världens största företag. I mars 2020 rankades det på femtonde plats i Fortune 500 med en årlig intäkt på 146,5 miljarder dollar och marknadsvärdering på 136 miljarder dollar. Bolaget är ett av de så kallade sju systrarna, den kartell av  petroleumbolag som kontrollerade världsmarknaden från 1940-talet och fram till mitten av 1970-talet.

## Historia
Chevron har sitt ursprung i 1860-talets oljerush i Kalifornien. Socal tillhörde 1895–1911 Standard Oil-trusten. Under 1920-talet bildade man tillsammans med Texaco försäljningsbolaget Caltex. Under 1930-talet var Socal pionjärer i exploateringen av olja i Saudiarabien och Bahrain. 1984 köpte man Gulf Oil Corporation. 1998 hade bolaget 34.000 anställda. 
Chevron och Texaco slogs ihop och bildade Chevron Texaco 2001. Namnet ändrades till bara Chevron 2005. 

## Kontroverser
Chevron har varit inblandade i flera stora kontroverser där de anklagats för miljöförstöring och brott mot mänskliga rättigheter. 
Mellan 1964 och 1992 borrade Chevrons dotterbolag Texaco i Ecuador. Enligt Amazon Watch dumpade företaget runt 68 miljarder liter giftigt spillvatten och 65 miljoner liter råolja i Amazonas regnskog. 30 000 bönder och medlemmar av ursprungsbefolkningen stämde Chevron och vann i domstol i Ecuador. Det ledde till att Chevron anklagade människorättsadvokaten Steven Donziger för korruption i ett uppmärksammat och starkt kritiserat mål. Stämningsprocessen mot Chevron skildrades i dokumentärfilmen Crude från 2009.

## Galleri

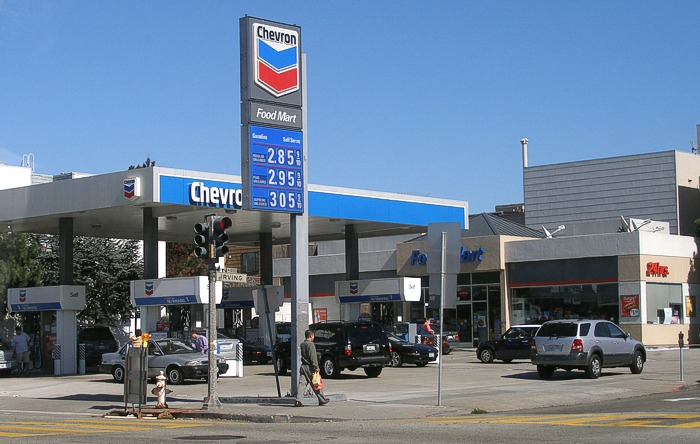
Bensinstation i San Francisco, Kalifornien, USA.
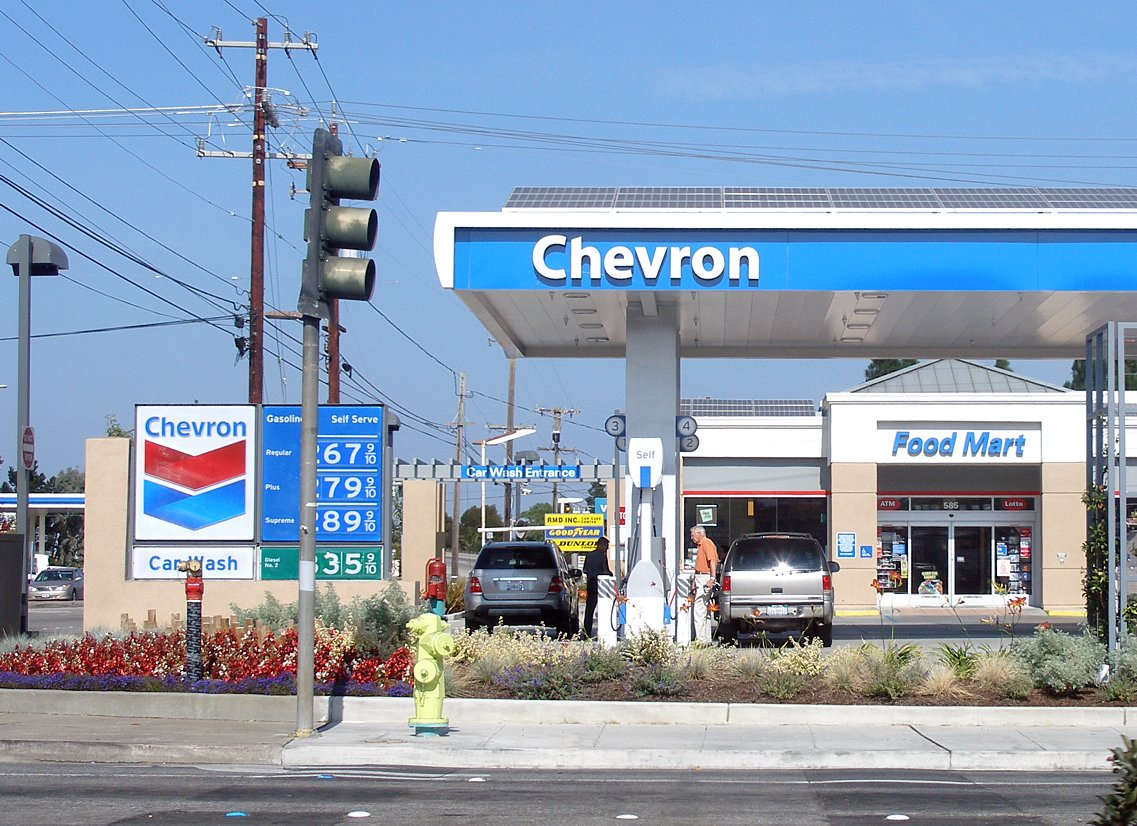
Bensinstation i Kalifornien, USA.
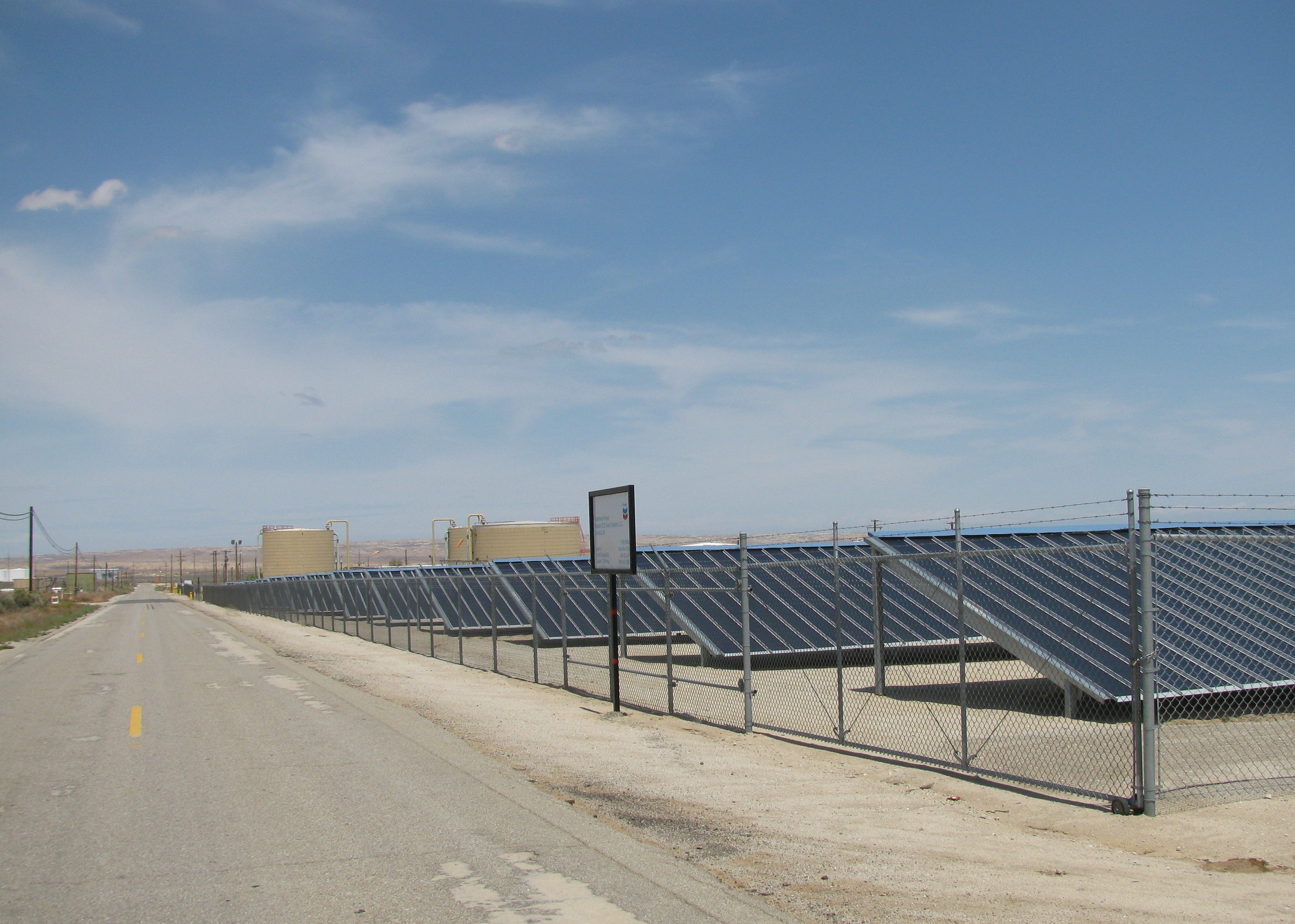
Chevrons solcellsprojekt i Kalifornien, USA.
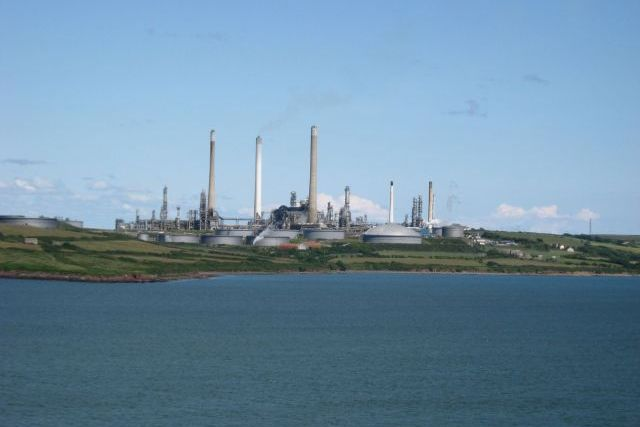
Chevrons oljeraffinaderi "Pembroke" i Wales.
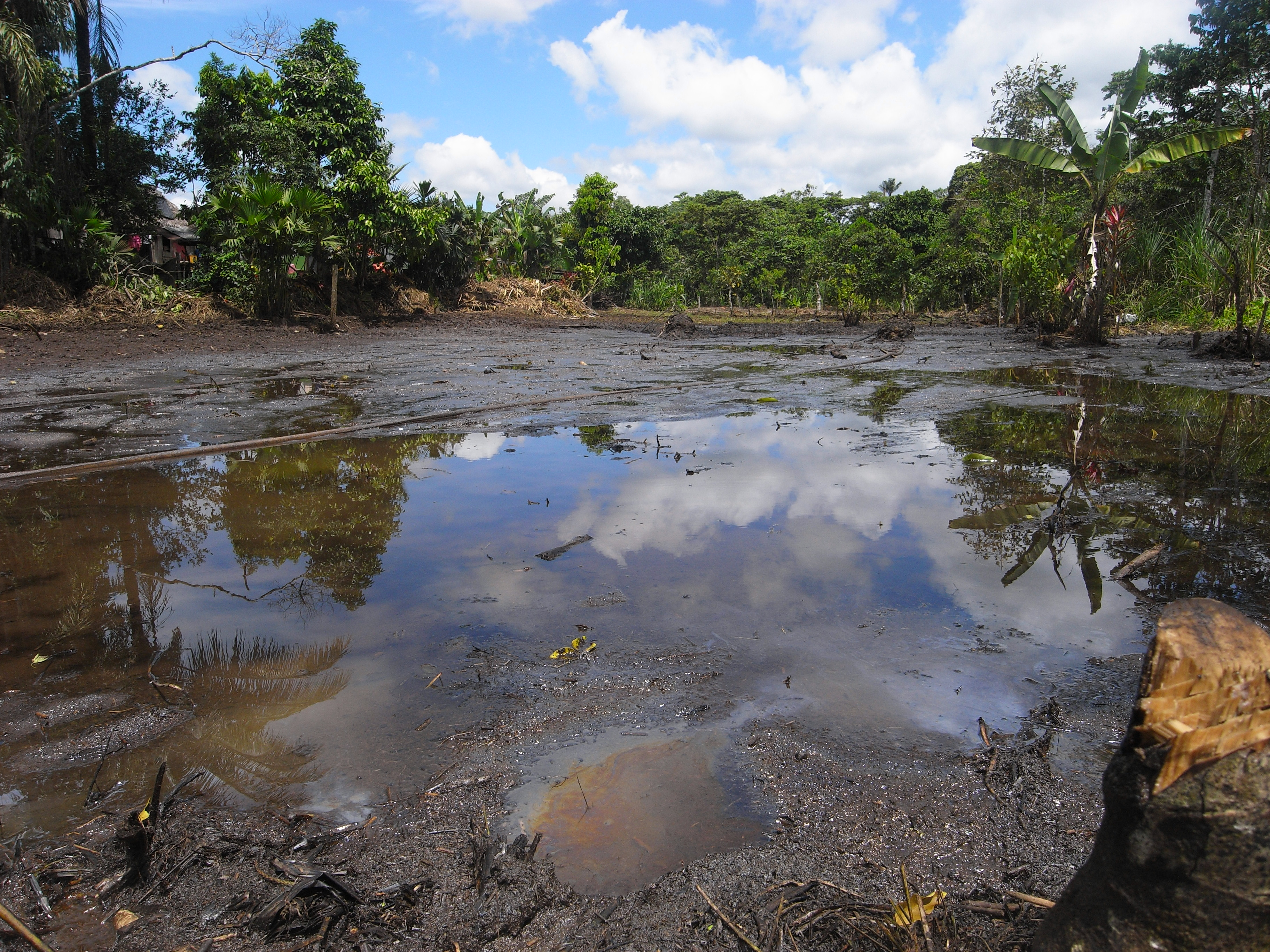
Oljeutsläpp i Lago Agrio, november 2007